# Alkort
Alkort, eller med ett försvenskat namn allkort, är ett isländskt kortspel som leder sina rötter tillbaka till det medeltida spelet karniffel. En lek med 44 kort (utan tior och femmor) används, och de fyra deltagarna spelar parvis mot varandra. Spelet går ut på att vinna stick.
Korten har en mycket egenartad inbördes rangordning. De högsta korten (om inte en sjua spelats ut som första kort i sticket) är i fallande ordning ruter kung, hjärter två, klöver fyra, spader åtta, hjärter nio och ruter nio. Därefter följer essen, knektarna, sexorna och övriga åttor. De återstående korten har inget värde alls, med undantag för att sjuorna alltid vinner sticket om de spelas ut som första kort.
Spelarna erhåller i given nio kort var. De åtta kort som blir över ingår normalt inte i spelet, men en deltagare som i given fått enbart låga kort är under vissa omständigheter berättigad att byta till sig dessa kort. Innan spelet om sticken börjar, visar varje deltagare upp sitt högsta kort för sin partner. Ett stick vinns av högsta kort eller det först spelade av två eller fler likvärdiga högsta kort. Färg behöver inte följas i spelet.
Den sida som först spelat hem fem stick vinner given och erhåller 1 poäng. Skulle en sida vunnit dessa fem stick i följd, blir belöningen i stället 5 poäng, och spelet går vidare så länge som samma sida fortsätter att vinna stick; för varje tillkommande vunnet stick ges ytterligare 1 poäng.